# 레베댠

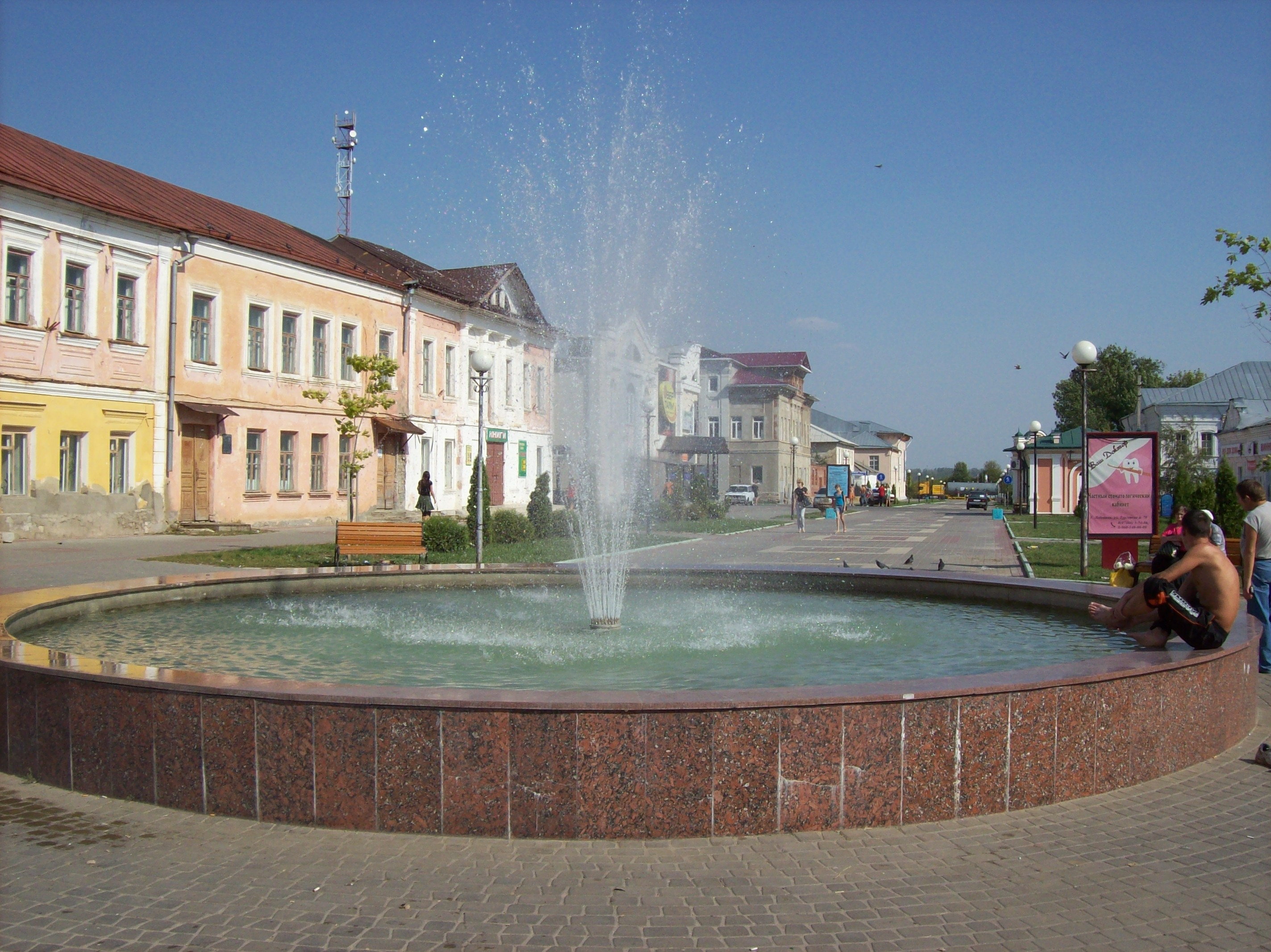

레베댠(러시아어: Лебедя́нь)은 돈 강에 면해 있는 리페츠크 주의 도시이다. 여기서 남서쪽으로 60km지점에 리페츠크가 위치해 있다.
인구는 2만1,300명(2001년)이다.

## 역사
1613년에 처음 지어진 것이 시초이다.

## 유명한 인물
레베댠 시는 작가 예브게니 자먀틴(Евгений Иванович Замятин)과, 연주자이자 교수인 K.N. 이굼노프(К. Н. Игумнов)의 출생지이기도 하다.
1938년에는 미하일 불가코프(Михаил Афанасьевич Булгаков), 1932년에는 안드레이 벨리(Андрей Белый)가 태어나기도 했다.